# Аріф Кама
Аріф Кама (тур. Arif Kama; нар. 25 лютого 1976, провінція Сівас) — турецький борець вільного стилю, чемпіон та дворазовий срібний призер чемпіонатів Європи.

## Життєпис
Боротьбою почав займатися з 1989 року в Сівасі. Потім продовжував боротися в Анкарі, у спортивному клубі «Шекер», потім перейшов у муніципальний борцівський клуб в Стамбулі.  Тренер — Мехмет Озмус. 
Був бронзовим призером чемпіонату світу 1992 року серед кадетів та чемпіоном цих же змагань у 1991 році. У 1998 році став срібним призером чемпіонату світу серед студентів.
Закінчив Академію спорту.

## Спортивні результати на міжнародних змаганнях

### Виступи на Чемпіонатах Європи
| Змагання                         | Збірна    | Вагова категорія          | Місце  |
| -------------------------------- | --------- | ------------------------- | ------ |
| Чемпіонат Європи з боротьби 2000 | Туреччина | вільна боротьба, до 58 кг | Срібло |
| Чемпіонат Європи з боротьби 2002 | Туреччина | вільна боротьба, до 60 кг | Золото |
| Чемпіонат Європи з боротьби 2003 | Туреччина | вільна боротьба, до 60 кг | Срібло |

### Виступи на Кубках світу
| Змагання                    | Збірна    | Вагова категорія          | Місце |
| --------------------------- | --------- | ------------------------- | ----- |
| Кубок світу з боротьби 2001 | Туреччина | вільна боротьба, до 58 кг | 4     |

### Виступи на інших змаганнях
| Змагання                                        | Збірна    | Вагова категорія          | Місце  |
| ----------------------------------------------- | --------- | ------------------------- | ------ |
| Чемпіонат світу з боротьби серед студентів 1998 | Туреччина | вільна боротьба, до 58 кг | Срібло |
| Гран-прі Німеччини з боротьби 1999              | Туреччина | вільна боротьба, до 58 кг | 4      |
| Всесвітні ігри військовослужбовців 1999         | Туреччина | вільна боротьба, до 58 кг | 4      |
| Міжнародний меморіал Дейва Шульца 2001          | Туреччина | вільна боротьба, до 58 кг | Золото |
| Гран-прі Німеччини з боротьби 2001              | Туреччина | вільна боротьба, до 58 кг | Бронза |

### Виступи на змаганнях молодших вікових груп
| Змагання                                      | Збірна    | Вагова категорія          | Місце  |
| --------------------------------------------- | --------- | ------------------------- | ------ |
| Чемпіонат світу з боротьби серед юніорів 1994 | Туреччина | вільна боротьба, до 58 кг | 4      |
| Чемпіонат світу з боротьби серед молоді 1995  | Туреччина | вільна боротьба, до 57 кг | 4      |
| Чемпіонат світу з боротьби серед кадетів 1991 | Туреччина | вільна боротьба, до 43 кг | Золото |
| Чемпіонат світу з боротьби серед кадетів 1992 | Туреччина | вільна боротьба, до 51 кг | Бронза |